# Tafai Ioasa
Tafai Ioasa (ur. 7 października 1980 w Hastings) – nowozelandzki rugbysta, reprezentant kraju w rugby 7, złoty medalista Igrzysk Wspólnoty Narodów 2006, siedmiokrotny triumfator IRB Sevens World Series, następnie trener.

## Kariera klubowa
Uczęszczał do Hastings Boys High School, po czym związał się z Hastings Rugby and Sports Club. Na poziomie klubowym grał także dla Oriental Rongotai R.F.C..
W roku 2000 został wybrany do regionalnego zespołu Hawke’s Bay, w debiutanckim sezonie prócz występów w National Provincial Championship 2000, zagrał także przeciwko Szkocji. Brał również udział w kolejnych kampaniach NPC triumfując w Dywizji 2 w latach 2001, 2003 i 2005. Dwukrotnie wybierany był do zespołu Divisional XV: w roku 2000 i 2005, był także na zgrupowaniu w roku 2001.
Wraz z Wellington triumfował w New Zealand National Rugby Sevens Tournament 2002 otrzymując dodatkowo wyróżnienie dla najlepszego gracza turnieju, wystąpił również w edycjach 2004 i 2005. Z kolei kapitanem Hawke’s Bay był w tych zawodach w latach 2007 i 2008.
W 2008 roku przeniósł się do japońskiego klubu Fukuoka Sanix Blues, w którym grał do roku 2014, zarówno w Top League, jak i na jej zapleczu, po czym występował w Central Hawke’s Bay Rugby Sports Club.

## Kariera reprezentacyjna
W reprezentacji narodowej zadebiutował w turnieju New Zealand Sevens 2001. W ciągu ośmiu sezonów łącznie wystąpił w 48 turniejach, w tym 45 z cyklu IRB Sevens World Series zdobywając w nich 111 przyłożeń, a Nowozelandczycy siedmiokrotnie wówczas triumfowali w klasyfikacji generalnej.
Znalazł się w składzie na rozegrany w Hongkongu Puchar Świata 2005, na którym Nowozelandczycy zajęli drugą pozycję. Mianowany kapitanem zdobył z zespołem także złoty medal na turnieju rugby 7 na Igrzyskach Wspólnoty Narodów 2006 i w tym samym roku został uznany za najlepszego nowozelandzkiego zawodnika.

## Kariera trenerska
Od 2012 roku znajdował się w sztabie trenerskim Central Hawke’s Bay Rugby Sports Club, zaś w latach 2014–2017 trenował także zespół rugby 7 Hawke’s Bay.
Z sukcesami prowadził również szkolny zespół Hastings Boys' High School.

## Varia
- Związany z Millie, czterech synów – Noah, Mika oraz bliźniaki Tali i Rudy[60][61].
- Jego brat, Amos Ioasa, reprezentował Wyspy Cooka[62][63] oraz również grał dla Hawke’s Bay[64].